# Döbelner SC 02/90
Der Döbelner SC 02/90 ist ein deutscher Sportclub aus der sächsischen Kleinstadt Döbeln. Heimstätte des Clubs ist der Heinz-Gruner-Sportpark, der 5.000 Zuschauern Platz bietet. Neben Fußball werden unter anderem die Sportarten Judo, Radsport, Kegeln und Leichtathletik ausgeübt.

## Sektion Fußball
Der Döbelner SC wurde 1902 unter der Bezeichnung Döbelner FC gegründet, vollzog aber bereits 1903 eine Umbenennung zum Sportclub. Der Club agierte im Verband Mitteldeutscher Ballspiel-Vereine. Bestes Ergebnis war das Erreichen des Achtelfinales in der Spielzeit 1911/12, in dem der DSC dem CBC 1899 mit 4:8 unterlag.
1933 erfolgte eine erneute Namensänderung in Sportvereinigung Döbeln. Die Sportvereinigung scheiterte vorerst 1940 an Konkordia Plauen und Wacker Leipzig am Aufstieg zur Gauliga Sachsen. In der Folgesaison gelang der Aufstieg gemeinsam mit Guts Muts Dresden doch noch. Die Gauliga hielt Döbeln bis zur 1945 erfolgten Auflösung, wobei der Verein überwiegend im Abstiegskampf stand. Überregional traten die Sachsen im Tschammerpokal 1942 an, in dem sie nach dem Auftaktsieg über die NSTG Prag in der zweiten Runde dem SV Dessau 05 unterlagen.
1945 wurde die Sportvereinigung aufgelöst und durch eine lose organisierte Sportgemeinschaft (SG) ersetzt. Deren Fußballmannschaft beteiligte sich ab 1947 an der Döbelner Kreismeisterschaft. Als ab 1948 in der Sowjetischen Besatzungszone der Sportverkehr in Form von Betriebssportgemeinschaften (BSG) neu geregelt wurde, wurde die SG Döbeln in die BSG Motor umgewandelt. Die stieg 1950 in die 4. Liga Bezirksklasse Nordwestsachsen auf, wo sie in den folgenden beiden Spielzeiten die Plätze zwei und sieben belegte. Als 1952 die Länder in der DDR abgeschafft wurden, wurde die BSG Motor in die Bezirksklasse Leipzig eingegliedert, die ebenfalls 4. Liga war. Dort behaupteten sich die Döbelner bis 1959 zumeist in der oberen Tabellenhälfte.
1956 nahm Motor Döbeln am DDR-weiten Fußballpokal-Wettbewerb FDGB-Pokal teil. Über zwei Zwischenrundensiege (4:2 gegen BSG Motor Zschopau, 4:2 bei BSG Motor Lauchhammer) erreichte Döbeln die 1. Hauptrunde. Dort unterlag die Mannschaft zuhause der BSG Chemie Zeitz mit 0:2.
1959 reichte Platz vier zum Aufstieg in die Bezirksliga, die bereits seit 1956 nach Einführung der II. DDR-Liga die 4. Spielklasse darstellte. In der Bezirksliga spielte Motor Döbeln nur 1960 (Kalenderjahrsaison). Erst 1967 gelang die Rückkehr in die Bezirksliga, die nach Einstellung der II. DDR-Liga zur 3. Spielklasse geworden war. Dort verblieb die BSG Motor bis zur Saison 1979/80. Nach zwei weiteren Spielzeiten in der Bezirksliga (1983/84, 1984/85) verblieb Döbeln bis zum Ende des DDR-Fußballligensystems 1991 in der Bezirksklasse Leipzig.
Als nach der politischen Wende von 1990 und den folgenden wirtschaftlichen Veränderungen das System der Betriebssportgemeinschaften zusammenbrach und die Bildung neuer Vereine möglich wurde, gründeten Mitglieder der BSG Motor am 2. Juli 1990 den eingetragenen Verein Döbelner Sportclub 02/90. Der SC gewann bereits 1991 die Leipziger Bezirksliga und stieg in die Landesliga Sachsen auf. Die höchste sächsische Spielklasse hielt der DSC bis 2001 mit gesicherten Mittelfeldplätzen. Nach dem Wiederaufstieg 2012 konnte noch zwei Mal die Sachsenliga gehalten werden, ehe 2015 ein neuerlicher Abstieg folgte.

## Sponsoren
Der Verein wird finanziell unterstützt von einer Gruppe ortsansässiger Betriebe wie der Kreissparkasse Döbeln, dem Briekastenhersteller Max Knobloch und der VR-Bank Mittelsachsen, aber auch von staatlicher Seite aus, beispielsweise von den Stadtwerken Döbeln.

## Statistik
- Teilnahme Gauliga Sachsen: 1941/42, 1942/43, 1943/44, 1944/45 (Gauliga Chemnitz)
- Teilnahme Tschammerpokal 1942
- Endrunde Mitteldeutsche Meisterschaft 1911/12 (Achtelfinale)

## Personen
- Walter Fritzsch
- Matthias Maucksch
- Detlef Müller
- Horst Schade